# David Thorne (Autor)

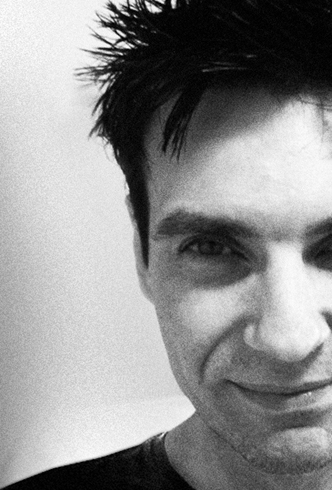
David Thorne

David Thorne (* 13. Februar 1972 in Geraldton, Western Australia) ist ein australischer Schriftsteller, Satiriker und Grafikdesigner.
Bekanntheit erlangte er Ende 2008 durch die Veröffentlichung diverser E-Mails, in denen er versuchte eine offene Rechnung mit einer Zeichnung einer siebenbeinigen Spinne zu begleichen. Dieser E-Mail-Austausch gelangte als Bilddatei in Umlauf und verbreitete sich schnell (siehe auch: Virales Marketing). Der Server, auf dem seine Website 27bslash6.com lag, brach aufgrund der vielen Zugriffe zusammen. Seine humoristischen Artikel enthalten Geschichten aus seinem Leben und beschäftigen sich oftmals mit seinem privaten Umfeld.

## Leben
David Thorne wurde in Geraldton geboren. Zurzeit lebt er in Adelaide, wo er als Design Director für eine Agentur arbeitet. 2009 veröffentlichte er sein Buch The Internet Is a Playground, welches die Artikel seiner Website und auch bis dahin Unveröffentlichtes enthält.

## 27bslash6.com
Der Name der Website bezieht sich auf die Tatsache, dass George Orwell in Apartment 27b im sechsten Stock wohnte, als er seinen Roman 1984 schrieb. 27bslash6.com enthält humoristische E-Mail-Korrespondenz mit verschiedenen Personen, unter anderem einem Mitarbeiter seiner Wohngesellschaft oder einem hinzugezogenen Nachbarn, dessen Hinweis auf eine Hauseinweihungsparty von Thorne „fälschlicherweise“ als Einladung verstanden wird. Nachdem auf boredatwork.com der Artikel „If I Had a Monkey“ veröffentlicht wurde, stiegen die Seitenaufrufe auf 27bslash6.com von etwa 50 auf über 5000 pro Woche.

## Veröffentlichungen
- David Thorne: The Internet Is a Playground – A collection of articles and more from 27bslash6.com. Fontaine Press, 2009
- David Thorne: I’ll Go Home Then; It’s Warm and Has Chairs. 2012